# Iso Koivusaari (ö i Finland)
Iso Koivusaari är en ö i sjön Keitele i Finland. Den ligger i sjön Keitele och i kommunen Äänekoski i den ekonomiska regionen  Äänekoski  och landskapet Mellersta Finland, i den centrala delen av landet, 300 km norr om huvudstaden Helsingfors. Öns area är 6,8 hektar och dess största längd är 0,6 kilometer i sydöst-nordvästlig riktning.